# The Meteors

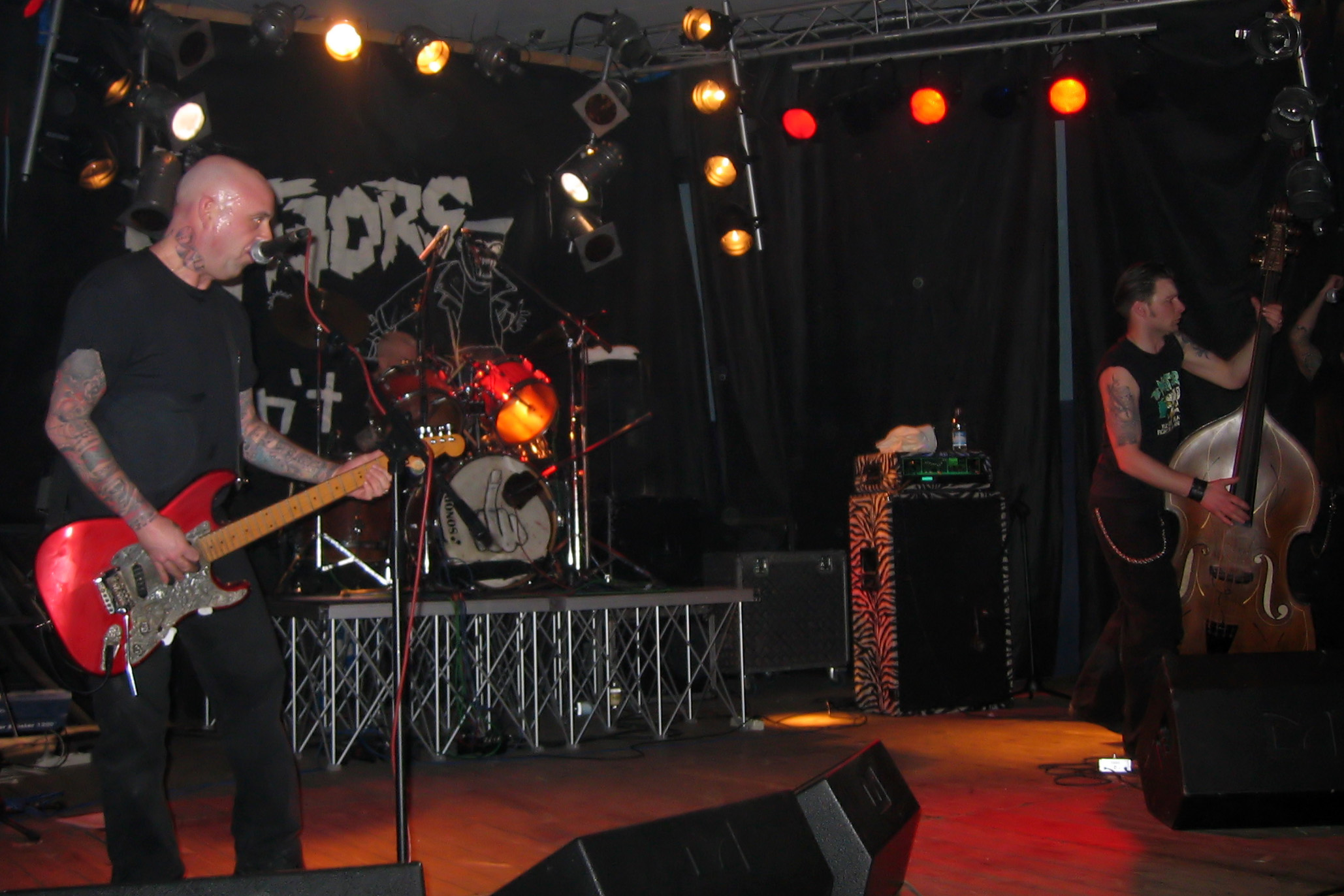
The Meteors в 2006 році

The Meteors (укр. Метео́ри) — сайкобілі-тріо, створене в 1980 році в Лондоні. Перша і ведуча британська сайкобілі-команда, яка зробила найбільший вплив на розвиток жанру.
Музиканти першого складу — гітарист і вокаліст Пі Пол Фінік, контрабасист Найджел Льюіс та ударник Марк Робертсон — взявши за основу рокабілі, стали цілеспрямовано поєднувати його з елементами панк-року. Збагачуючи свій стиль гумором, вони черпали натхнення в коміксах, книгах і фільмах, які присвячені жахам і космічній фантастиці (пісні «Teenagers from Outer Space» і «Graveyard Stomp»).
Своєрідне звучання і оригінальна тематика стали складовими успіху The Meteors в своєму жанрі. Наступні склади групи під незмінним лідерством Фініка продовжили і розвинули ці ідеї, закріпивши за групою безкомпромісне гасло «Лише Метеори є чистим сайкобілі!» (англ. Only the Meteors are pure psychobilly!).
В 1983 році другий альбом Wreckin' Crew зайняв 1 місце в списку британського інді-чарту. Всього, з 1980 по 1989 роки платівки The Meteors 21 раз входили в список найкращих релізів незалежних компаній.

## Дискографія

### Студійні альбоми
- 1981 In Heaven
- 1983 Wreckin’ Crew
- 1984 Stampede!
- 1985 Monkey's Breath
- 1986 Sewertime Blues
- 1987 Don't Touch the Bang Bang Fruit
- 1988 Only the Meteors Are Pure Psychobilly
- 1988 The Mutant Monkey and the Surfers from Zorch
- 1989 Undead, Unfriendly and Unstoppable
- 1991 Madman Roll
- 1992 Demonopoly
- 1994 No Surrender
- 1995 Mental Instru Mentals
- 1997 Bastard Sons of a Rock'n'Roll Devil
- 1999 The Meteors vs. the World
- 2001 Psycho Down!
- 2003 Psychobilly
- 2004 These Evil Things
- 2004 The Lost Album
- 2007 Hymns for the Hellbound
- 2009 Hell Train Rollin'
- 2012 Doing the Lord's Work
- 2016 The Power of 3